# Montescheno
Montescheno (piemontiul: Montescheni) település Olaszországban. Lakosainak száma 377 fő (2023. január 1.). Montescheno Bognanco, Borgomezzavalle, Villadossola, Antrona Schieranco és Domodossola községekkel határos.

## Népesség
A település népességének változása:
| Lakosok száma | 413  | 398  | 377  |
|               | 2017 | 2018 | 2023 |